# Flugplatz Dobersberg

i7
i11
i13
Der Flugplatz Dobersberg (ICAO-Code: LOAB) liegt zwei Kilometer westlich von Dobersberg, im niederösterreichischen Waldviertel.

## Geschichte
Im Jahr 1969 wurde ein provisorischer Flugbetrieb von Verein Union Fliegergruppe Waldviertel aufgenommen, am 27. Dezember 1970 erfolgte die endgültige Betriebsbewilligung. Im Jahr 2004 wurde die Landebahn asphaltiert sowie ein neuer Hangar und eine neue Tankstelle errichtet.